# 前247年
| 千纪： | 前1千纪 |
| 世纪： | 前4世纪 \| 前3世纪 \| 前2世纪                                                                                         |
| 年代： | 前270年代 \| 前260年代 \| 前250年代 \| 前240年代 \| 前230年代 \| 前220年代 \| 前210年代                               |
| 年份： | 前252年 \| 前251年 \| 前250年 \| 前249年 \| 前248年 \| 前247年 \| 前246年 \| 前245年 \| 前244年 \| 前243年 \| 前242年 |
| 纪年： | 齊王建十八年 趙孝成王十九年 魏安僖王三十年 韓桓惠王二十六年 秦莊襄王三年 楚考烈王十六年 衛元君五年 燕王喜八年         |

## 大事记
- 嬴政繼任秦王。
- 河外之戰，秦莊襄王命大將蒙驁率軍攻打魏國，魏安釐王延請滯留趙國的弟弟信陵君回國統軍，並率魏、赵、韩、楚、燕五国联军败秦于河外，聯軍乘勝追擊至函谷關，收復關東失地，信陵君被拜為上相，封邑五城。
- 湖州建城。
- 阿爾沙克一世建立安息帝國。
- 印度孔雀王朝的阿育王派子到斯里兰卡传播佛教。
- 《吕氏春秋》可能于此年前后著成。
- 第一次布匿戰爭時期迦太基哈米爾卡·巴卡率領一支由多國僱傭軍組成的小部隊駐守西西里島，直到前241年戰爭結束而撤軍。

## 出生
- 汉尼拔，迦太基统帅（逝世前182年）

## 逝世
- 秦庄襄王